# Equació d'Arrhenius
L' equació d'Arrhenius  és una expressió matemàtica que s'utilitza per a comprovar la dependència de la constant de velocitat (o cinètica) d'una reacció amb la temperatura a la que es porta a terme aquesta reacció, d'acord amb l'expressió:
{\displaystyle k(T)=A\cdot e^{-{\frac {Ea}{RT}}}}

on:
{\displaystyle k(T)}: constant cinètica (depenent de la temperatura)
{\displaystyle A}: factor preexponencial d'Arrhenius. Com es pot deduir fàcilment, les seves unitats són les mateixes que les que té K(T), que són variables. Depenent de l'ordre de reacció tindrà unes unitats diferents; normalment del tipus mol/(L.s) etc.
{\displaystyle Ea}: energia d'activació
{\displaystyle R}: constant universal dels gasos
{\displaystyle T}: temperatura absoluta [K]
Per ser usada com a model de regressió lineal entre les variables {\displaystyle K} i {\displaystyle T^{-1}}, aquesta equació pot ser reescrita com:
{\displaystyle \ln(k)=\ln(A)-{\frac {E_{a}}{R}}\left({\frac {1}{T}}\right)}